# Piazza Verdi

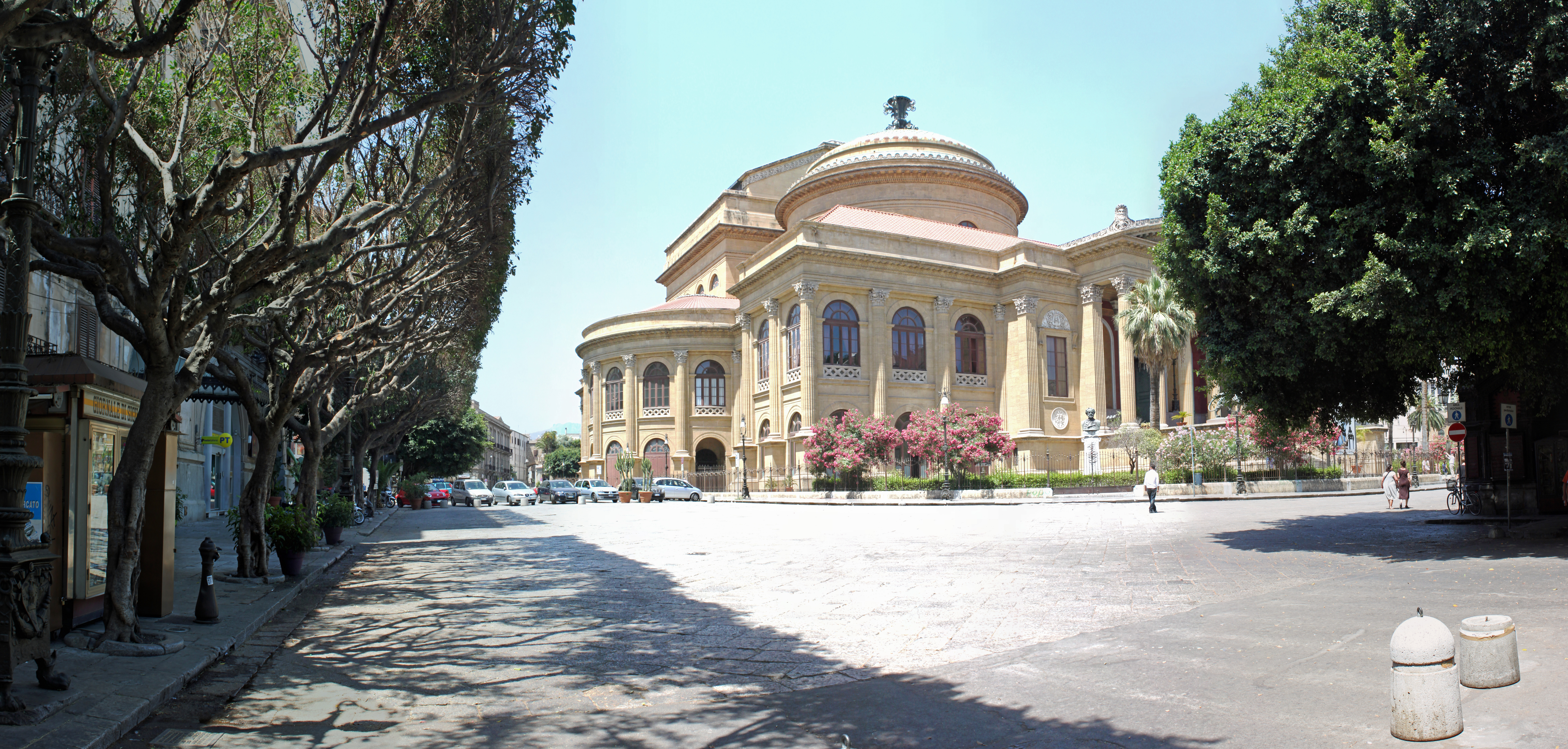
Blick auf das Theatergebäude von Osten, Juli 2011

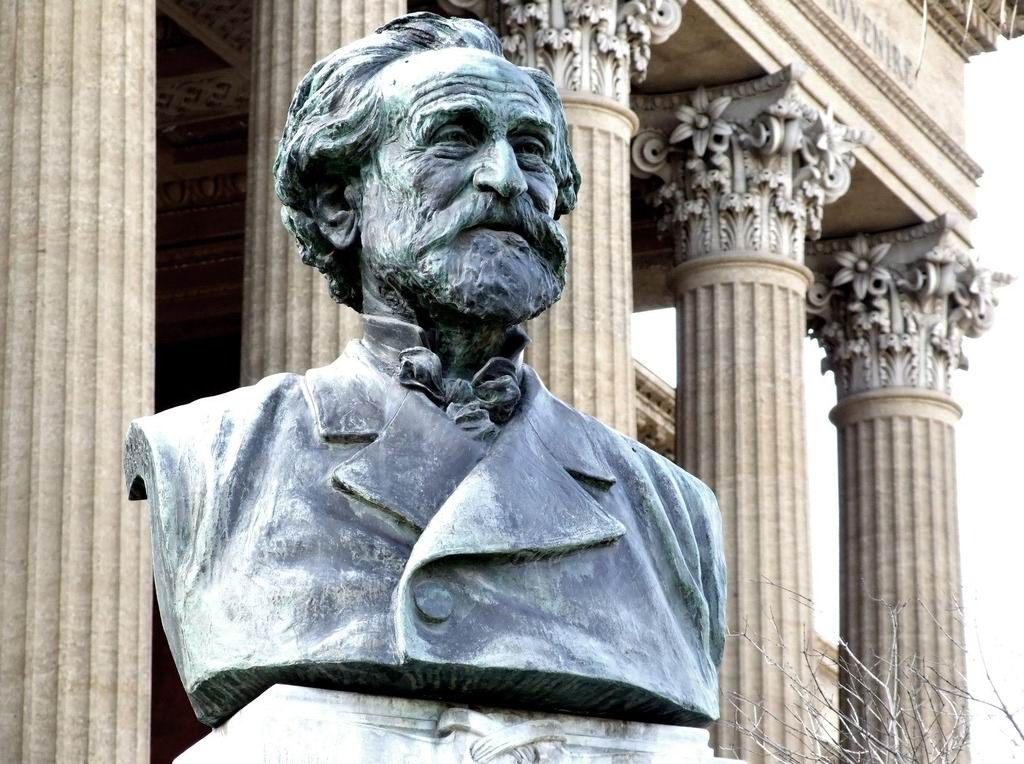
Namensgeber Giuseppe Verdi vor dem Theater

Die Piazza Verdi (volkstümlich Piazza Massimo) ist ein öffentlicher Platz im historischen Zentrum von Palermo in Sizilien. Namensgeber ist der zeitgenössische Komponist Giuseppe Verdi. Auf ihm befindet sich das Teatro Massimo. Der Platz wird begrenzt von der Via Maqueda im Osten, der Via Cavour und der Via Pignatelli Aragona im Norden sowie der Via Volturno im Westen. Von Süden kommend stoßen mehrere kleine Straßen auf den Platz. Er umfasst eine Fläche von circa 27.000 m².

## Geschichte
An der Via Maqueda, die um 1600 angelegt worden war, befand sich an dieser Stelle bis ins späte 19. Jahrhundert das Kloster San Giuliano mit einem ihm umgebenen, gleichnamigen Wohnviertel. Dieses wurde unter der Aufbruchstimmung des Risorgimento zusammen mit einer weiteren Kirche, Santa Stigmata, beseitigt, um Platz zu schaffen für eine neue, moderne Lebenswelt, die sich durch das noch heute größte Theatergebäude auf Sizilien manifestierte. Gleichzeitig wurde ein Teil der alten Stadtmauer und die darin befindliche Porta Maqueda beseitigt.
Zusammen mit diesem repräsentativen Platz wurden ringsum die Gebäude errichtet, wie sie auch heute noch zu sehen sind. Aus dieser Zeit sind auch die beiden Kioske, die das Theatergebäude auf der Rückseite flankieren.